# العلاقات التشيكية السويسرية
العلاقات التشيكية السويسرية هي العلاقات الثنائية التي تجمع بين التشيك وسويسرا.

## مقارنة بين البلدين
هذه مقارنة عامة ومرجعية للدولتين:
| وجه المقارنة                                              | التشيك                                                                            | سويسرا                                                                                      |
| --------------------------------------------------------- | --------------------------------------------------------------------------------- | ------------------------------------------------------------------------------------------- |
| المساحة (كم2)                                             | 78.87 ألف                                                                         | 41.28 ألف                                                                                   |
| عدد السكان (نسمة)                                         | 10.52 مليون                                                                       | 8.21 مليون                                                                                  |
| الكثافة السكانية (ن./كم²)                                 | 133.38                                                                            | 198.89                                                                                      |
| العاصمة                                                   | براغ                                                                              | برن                                                                                         |
| اللغة الرسمية                                             | اللغة التشيكية                                                                    | اللغة الألمانية، اللغة الإيطالية، لغة فرنسية، اللغة الرومانشية، الألمانية السويسرية الموحدة |
| العملة                                                    | كرونة تشيكية، كرونة تشيكوسلوفاكية                                                 | فرنك سويسري                                                                                 |
| الناتج المحلي الإجمالي (بليون دولار)                      | 215.73 مليار                                                                      | 678.89 مليار                                                                                |
| الناتج المحلي الإجمالي (تعادل القوة الشرائية) بليون دولار | 356.15 مليار                                                                      | 518.07 مليار                                                                                |
| الناتج المحلي الإجمالي الاسمي للفرد دولار أمريكي          | 17.55 ألف                                                                         | 80.94 ألف                                                                                   |
| الناتج المحلي الإجمالي للفرد دولار أمريكي                 | 31.19 ألف                                                                         | 59.54 ألف                                                                                   |
| مؤشر التنمية البشرية                                      | 0.878                                                                             | 0.930                                                                                       |
| رمز المكالمات الدولي                                      | +420                                                                              | +41                                                                                         |
| رمز الإنترنت                                              | .cz                                                                               | .ch، .swiss ‏                                                                                |
| المنطقة الزمنية                                           | ت ع م+01:00، ت ع م+02:00، توقيت وسط أوروبا، توقيت وسط أوروبا الصيفي، أوروبا/براغ ‏ | توقيت وسط أوروبا، ت ع م+01:00، ت ع م+02:00، أوروبا/زيورخ ‏                                   |

## مدن متوأمة
في ما يلي قائمة باتفاقيات التوأمة بين مدن تشيكية وسويسرية:
- ترتبط Protivín [الإنجليزية]‏ مع Neuenegg [الإنجليزية]‏ باتفاقية توأمة.
- ترتبط Klenčí pod Čerchovem [الإنجليزية]‏ مع Dürrenroth [الإنجليزية]‏ باتفاقية توأمة.
- ترتبط بلزن مع فينترتور باتفاقية توأمة منذ 1993.[16][16][16]
- ترتبط منيلنيك مع فيتسيكون باتفاقية توأمة.
- ترتبط Jamné [الإنجليزية]‏ مع Merzligen [الإنجليزية]‏ باتفاقية توأمة.
- ترتبط Žirovnice [الإنجليزية]‏ مع Grosshöchstetten [الإنجليزية]‏ باتفاقية توأمة.
- ترتبط ليبيريتس مع سانت غالن باتفاقية توأمة منذ 2001.
- ترتبط يندريخوف هرادتس مع Steffisburg [الإنجليزية]‏ باتفاقية توأمة.
- ترتبط كولين مع ديتيكون باتفاقية توأمة.
- ترتبط Trhová Kamenice [الإنجليزية]‏ مع أوبرأمبراخ باتفاقية توأمة.
- ترتبط Dobronín [الإنجليزية]‏ مع Bellmund [الإنجليزية]‏ باتفاقية توأمة.
- ترتبط Sezimovo Ústí [الإنجليزية]‏ مع Thierachern [الإنجليزية]‏ باتفاقية توأمة.
- ترتبط Blatná [الإنجليزية]‏ مع Roggwil, Bern [الإنجليزية]‏ باتفاقية توأمة.
- ترتبط Vyskytná [الإنجليزية]‏ مع Brenzikofen [الإنجليزية]‏ باتفاقية توأمة.
- ترتبط كارلوفي فاري مع لوكارنو باتفاقية توأمة منذ 1998.[17][18][19][20]
- ترتبط Milevsko [الإنجليزية]‏ مع Münchenbuchsee [الإنجليزية]‏ باتفاقية توأمة.
- ترتبط أولوموتس مع لوسرن باتفاقية توأمة.
- ترتبط Polička [الإنجليزية]‏ مع مايلن باتفاقية توأمة.
- ترتبط Třeboň [الإنجليزية]‏ مع إنترلاكن باتفاقية توأمة.
- ترتبط Vodňany [الإنجليزية]‏ مع آروانجن باتفاقية توأمة.
- ترتبط Strmilov [الإنجليزية]‏ مع Trubschachen [الإنجليزية]‏ باتفاقية توأمة.
- ترتبط Telč [الإنجليزية]‏ مع بلب [الإنجليزية]‏ باتفاقية توأمة.
- ترتبط Hluboká nad Vltavou [الإنجليزية]‏ مع Bolligen [الإنجليزية]‏ باتفاقية توأمة.
- ترتبط Litovel [الإنجليزية]‏ مع Littau [الإنجليزية]‏ باتفاقية توأمة.[21]
- ترتبط Orlová [الإنجليزية]‏ مع إيلناو-إيفريتيكون باتفاقية توأمة.
- ترتبط Kamenný Újezd (České Budějovice District) [الإنجليزية]‏ مع Krauchthal [الإنجليزية]‏ باتفاقية توأمة.
- ترتبط Jablonné nad Orlicí [الإنجليزية]‏ مع هينفيل باتفاقية توأمة.
- ترتبط Nišovice [الإنجليزية]‏ مع Niederried bei Kallnach [الإنجليزية]‏ باتفاقية توأمة.
- ترتبط Horšovský Týn [الإنجليزية]‏ مع غروسافولترن باتفاقية توأمة.
- ترتبط ستراكونيتسه مع Lengnau, Bern [الإنجليزية]‏ باتفاقية توأمة.
- ترتبط Brtnice [الإنجليزية]‏ مع Orpund [الإنجليزية]‏ باتفاقية توأمة.
- ترتبط Poběžovice [الإنجليزية]‏ مع Radelfingen [الإنجليزية]‏ باتفاقية توأمة.
- ترتبط Dačice [الإنجليزية]‏ مع Urtenen-Schönbühl [الإنجليزية]‏ باتفاقية توأمة.
- ترتبط Kardašova Řečice [الإنجليزية]‏ مع Oberdiessbach [الإنجليزية]‏ باتفاقية توأمة.
- ترتبط براخاتيتسه مع سبيز باتفاقية توأمة.
- ترتبط Humpolec [الإنجليزية]‏ مع Münsingen [الإنجليزية]‏ باتفاقية توأمة.
- ترتبط Želiv [الإنجليزية]‏ مع Kiesen [الإنجليزية]‏ باتفاقية توأمة.
- ترتبط Větřní [الإنجليزية]‏ مع Lotzwil [الإنجليزية]‏ باتفاقية توأمة.
- ترتبط Počátky [الإنجليزية]‏ مع Konolfingen [الإنجليزية]‏ باتفاقية توأمة.

## منظمات دولية مشتركة
يشترك البلدان في عضوية مجموعة من المنظمات الدولية، منها:
| علم المنظمة | اسم المنظمة                               | تاريخ انضمام التشيك | تاريخ انضمام سويسرا |
| ----------- | ----------------------------------------- | ------------------- | ------------------- |
|             | مؤسسة التمويل الدولية                     | 1993                | 29 مايو 1992        |
|             | يونسكو                                    | 22 فبراير 1993      | 28 يناير 1949       |
|             | مجموعة أستراليا                           | 1994                | 1987                |
|             | المرصد الأوروبي الجنوبي                   | 2007                | 1982                |
|             | مجموعة الموردين النوويين                  | ?                   | ?                   |
|             | الوكالة الدولية للطاقة                    | ?                   | ?                   |
|             | مؤسسة التنمية الدولية                     | 1993                | 29 مايو 1992        |
|             | منظمة التعاون الاقتصادي والتنمية          | ?                   | ?                   |
|             | المركز الدولي لتسوية المنازعات الاستشارية | 22 أبريل 1993       | 14 يونيو 1968       |
|             | وكالة ضمان الاستثمار متعدد الأطراف        | 1993                | 12 أبريل 1988       |
|             | منظمة حظر الأسلحة الكيميائية              | ?                   | ?                   |
|             | المنظمة الأوروبية لسلامة الملاحة الجوية   | 1996                | 1992                |
|             | الاتحاد الدولي للاتصالات                  | 1993                | 1866                |
|             | الأمم المتحدة                             | 19 يناير 1993       | 10 سبتمبر 2002      |
|             | منظمة الشرطة الجنائية الدولية             | ?                   | ?                   |
|             | البنك الدولي للإنشاء والتعمير             | 1993                | 29 مايو 1992        |
|             | منظمة الأمن والتعاون في أوروبا            | 1993                | 25 يونيو 1973       |
|             | وكالة الفضاء الأوروبية                    | ?                   | ?                   |
|             | الاتحاد البريدي العالمي                   | ?                   | ?                   |
|             | منظمة التجارة العالمية                    | ?                   | ?                   |
|             | الفريق المعني برصد الأرض                  | ?                   | ?                   |
|             | نظام تحكم تكنولوجيا القذائف               | 1998                | 1992                |
|             | مجلس أوروبا                               | ?                   | ?                   |

## أعلام
هذه قائمة لبعض الشخصيات التي تربطها علاقات بالبلدين:
- إيريكا بيدريتي (كاتبة تشيكية، 25 فبراير 1930[31][32] – )
- جاكوب هلاسك (لاعب كرة مضرب سويسري، 12 نوفمبر 1964 – )
- ستان فافرينكا (لاعب كرة مضرب سويسري، 28 مارس 1985 – )
- فريتز زفيكي (عالم فلك سويسري، 14 فبراير 1898[33][34] – 8 فبراير 1974[33][34])
- ميشال كراتوشفيل (لاعب كرة مضرب سويسري، 7 أبريل 1979 – )

## وصلات خارجية
- موقع وزارة الخارجية التشيكية
- موقع وزارة الخارجية السويسرية